# Mi'irabawi
Mi'irabawi är en zon i Etiopien.   Den ligger i regionen Tigray, i den nordvästra delen av landet, 600 km norr om huvudstaden Addis Abeba.